# Kaiserpokal 1923
Der Kaiserpokal 1923 war die dritte Ausgabe des Kaiserpokals, des höchsten japanischen Fußballpokalwettbewerbs. Sieger des Wettbewerbs waren die Astra Club.

## Ergebnisse

### Halbfinale
|                                      | Ergebnis |                  |
| ------------------------------------ | -------- | ---------------- |
| Kobe Commerce College                | 2:3      | Nagoya Shukyudan |
| Hiroshima Daiichi Junior High School | -        | Astra Club       |

### Finale
|                  | Ergebnis |            |
| ---------------- | -------- | ---------- |
| Nagoya Shukyudan | 1:2      | Astra Club |